# پیشی‌ماهیان
پیشی‌ماهیان (نام علمی: Ictaluridae) نام یک تیره از راسته گربه‌ماهی‌سانان است.